# Partido Ecologista Verde de Chile
El Partido Ecologista Verde de Chile (PEV) es un partido político chileno. Fue formado en Concepción el 22 de diciembre de 2006, siendo inscrito oficialmente el 21 de enero de 2008 ante el Servicio Electoral. En febrero de 2022 el partido fue disuelto al no alcanzar los votos necesarios en las elecciones legislativas de 2021 para mantener su legalidad. Tras eso, el partido intentó reinscribirse como partido político en varias ocasiones, consiguiéndolo en julio de 2025.
Pertenece a la Federación de Partidos Verdes de las Américas (FPVA) y está a Global Verde, la red internacional de partidos ecologistas. Desde el 21 de enero de 2017 hasta el 21 de noviembre de 2019, formó parte del Frente Amplio (FA).

## Historia
Fue el primer partido político chileno de corte ecologista legalizado después de la desaparición de Los Verdes (1987-2001) y Movimiento Ecologista (1993-1994), siendo el primero oficialmente afiliado a la Global Verde.
Participó para las elecciones municipales de 2008 en una alianza (Por un Chile limpio) con el Partido Regionalista de los Independientes (PRI) y el movimiento ChilePrimero (CH1). Logró elegir 1 concejal como independiente en la comuna de San Pedro de La Paz. En la elecciones parlamentarias del año siguiente conformó el pacto Nueva Mayoría para Chile con el Partido Humanista y en la presidencial apoyó a Marco Enríquez-Ominami. En las elecciones municipales de 2012 se sumó a El Cambio por Ti en conjunto con el Partido Progresista.
Para la elección presidencial de 2013, y tras realizar un proceso de primarias internas entre sus afiliados, proclamó como candidato presidencial al economista Alfredo Sfeir, quien obtuvo el 2,35% de los votos. En las elecciones parlamentarias y de consejeros regionales de ese mismo año participó en coalición con el Partido Igualdad mediante el pacto Nueva Constitución para Chile. No obtuvo diputados ni senadores, aunque consiguió la elección de Félix González como consejero regional de la Provincia de Concepción. 
Antes de las elecciones de 2013, la colectividad estaba legalizada con el nombre de Partido Ecologista Verde del Norte en tres regiones del norte del Chile. Tanto el Partido Ecologista Verde del Norte como el propio Partido Ecologista Verde no alcanzaron el 5% de los votos, por lo que fueron disueltos por el Servicio Electoral. Ante esto, ambos partidos decidieron fusionarse, en un proceso que se concretó el 15 de abril de 2014.
En 2017 se unió a la coalición Frente Amplio y apoyó a la candidata presidencial Beatriz Sánchez, quien logró el 20,27% de los votos. En las parlamentarias logró elegir a Félix González como diputado por Concepción, transformándose en el primer legislador de la colectividad en su historia. Sin embargo, no logró el porcentaje de votos requeridos por ley para mantener su estatus legal, por lo que buscaron evitar la disolución fusionándose con un partido instrumental que pretendieron fundar en las regiones de la Araucanía, Los Ríos y Los Lagos.
El 17 de noviembre de 2019, tras la firma del «Acuerdo para una ruta constituyente», producto de la serie de protestas ocurridas en el país, el partido anunció la suspensión de su participación en el Frente Amplio, a la espera que su militancia definiera la permanencia o salida de la coalición. El Partido Ecologista Verde confirmó su salida del Frente Amplio el 21 de noviembre, luego de una consulta en donde el 76% de los militantes votó por abandonar la coalición y el 24% por mantenerse.
El 25 de septiembre de 2020, el partido fue el primero en inscribir candidaturas para las primarias municipales y de gobernadores regionales realizadas el 29 de noviembre.
En las Elecciones parlamentarias de Chile de 2021, nuevamente no logró el porcentaje de votos requeridos por ley para mantener su estatus legal, sin embargo, aumentó su votación de un 2,15 a un 4,83%, logrando dos diputados en esta ocasión, y un 4,27%, en la elección de senadores, superando en 4 puntos su votación del 2013 para dicho cargo. 
Para la segunda vuelta presidencial de 2021, el partido manifestó su apoyo a la carta presidencial de Apruebo Dignidad, Gabriel Boric, a través de su cuenta de Twitter, con el mensaje “para enfrentar la crisis climática y por el respeto a los derechos humanos, como Partido Ecologista Verde te invitamos a votar por Gabriel Boric”.
En abril de 2022 iniciaron el proceso legal para la reinscripción del partido. El 30 de diciembre de ese mismo año el Servicio Electoral anunció la caducidad de su derecho de inscripción. En febrero de 2023 reapareció como partido en trámite, y al mes siguiente, como partido en formación.
En marzo de 2023 y luego de un altercado en el Congreso Nacional entre el ministro de Educación, Marco Antonio Ávila, y la diputada militante del partido, Viviana Delgado, el PEV decidió romper relaciones con el gobierno de Gabriel Boric, además de pedir la renuncia del jefe de la cartera ministerial mencionada.
En noviembre de 2023, el Servicio Electoral de Chile nuevamente declaró la caducidad de la inscripción del Partido Ecologista Verde como partido en formación.

### Reaparición
El 1 de julio de 2025, el Partido Ecologista Verde reaparece luego de tres años de disolución y retoma su legalidad tras juntar más de mil firmas ante el Servicio Electoral de Chile.

## Resultados electorales

### Elecciones parlamentarias

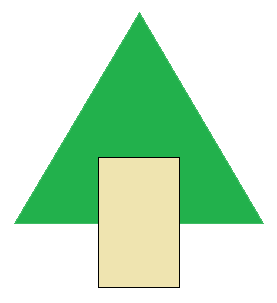
Símbolo utilizado por el Partido Ecologista Verde en los votos de las elecciones municipales de 2012 y parlamentarias de 2013.

|  | 0,06 % |

|  | 0,53 % |

|  | 0,22 % |

|  | 2,15 % |

|  | 4,83 % |

|  | 4,27 % |

### Elecciones municipales
|  | 0,06 % |

|  | 0,03 % |

|  | 0,69 % |

|  | 4,16 % |

### Elecciones de consejeros regionales
|  | 0,66 % |

|  | 4,25 % |

|  | 5,15 % |

### Elecciones de convencionales constituyentes
| Elección | Votos   | % de votos      | Escaños |
| -------- | ------- | --------------- | ------- |
| 2021     | 194 652 | \| \| 3,41 % \| | 0/155   |
|          | 3,41 %  |                 |         |

### Candidatos presidenciales
| Año elección | Candidato              | Militancia               | Coalición                | Total de votos | Porcentaje (%) |
| 2009         | Marco Enríquez-Ominami | Independiente            | Nueva Mayoría para Chile | 1.396.655      | 20,13%         |
| 2013         | Alfredo Sfeir          | Partido Ecologista Verde | Fuera de Pacto           | 154.593        | 2,35%          |
| 2017         | Beatriz Sánchez        | Independiente            | Frente Amplio            | 1.336.824      | 20,27%         |

## Estructura
La estructura interna de organización estaba conformada por una directiva nacional, un consejo general, 16 consejos regionales y el Tribunal Supremo.
Según los estatutos del partido, la directiva nacional era la autoridad máxima, en receso del consejo general. Los miembros son electos por los afiliados y duran tres años en sus funciones, con posibilidad de reelección indefinida.
La directiva tiene como principales funciones: dirigir al partido en conformidad a los estatutos, su programa y orientaciones; administrar los bienes del partido; someter a la aprobación del consejo general el programa y los reglamentos.
El 24 de octubre de 2010 se realizaron las elecciones de la directiva del partido. Resultó electo presidente Alejandro San Martín.
El 5 de agosto de 2014, la asume la directiva nacional liderada por el actual diputado Félix González Gatica (reelecta en 2017 y 2020).

## Autoridades

### Diputados
El Partido Ecologista Verde tiene 1 diputado en el periodo 2022-2026:
| Nombre                | Región            | Distrito |
| --------------------- | ----------------- | -------- |
| Félix González Gatica | Región del Biobío | 20       |

### Consejeros Regionales
El Partido Ecologista Verde tiene 5 Consejeros Regionales en el periodo 2022-2026:
| Nombre                     | Región               | Provincia    |
| -------------------------- | -------------------- | ------------ |
| Romina Montenegro Díaz     | Región Metropolitana | Santiago 1   |
| María Ester Olea Rodríguez | Región Metropolitana | Santiago 5   |
| Diana González Catalán     | Región del Biobío    | Concepción 1 |
| Ana Araneda Gómez          | Región del Biobío    | Concepción 2 |
| Javiera Vargas Muñoz       | Región del Biobío    | Concepción 3 |

### Concejales
El Partido Ecologista Verde tiene 45 concejales, incluyendo los militantes y los independientes apoyados por el partido, en el periodo 2021-2024.

## Eslóganes de campaña
| Tipo de elección                  | Título del eslogan                        |
| --------------------------------- | ----------------------------------------- |
| Municipales '08                   | No votes por un político, vota Ecologista |
| Parlamentarias '09                | Vota Eco-diputados                        |
| Municipales '12                   | Vota Verde, vota por un ecologista        |
| Parlamentarias '13                | ¡Súmate! Ecologistas lista H              |
| Municipales '16                   |                                           |
| Parlamentarias '17                | Construyamos juntos un Chile Ecológico    |
| Plebiscito C. '20                 |                                           |
| Convencionales constituyentes '21 | #SumateAlBuenVivir                        |